# 중화민국 국군
중화민국 국군(중국어 정체자: 中華民國國軍, 영어: Republic of China Armed Forces, ROC Armed Forces, Taiwanese Armed Forces)은 중화민국의 정규군이다. 중화인민공화국의 인민해방군과 구분하기 위하여 대만군,  타이완군(台軍)으로도 부른다.
2018년부터 2023년까지 모병제로 전환했었고, 이에 따라 1993년 출생자까지는 복무기간이 1년인 징병대상이며, 1994년 이후 출생자는 4개월의 군사훈련(기초군사훈련 2개월, 군사특기 교육 2개월)만 받았지만, 2022년 12월 중화민국 정부는 2024년 1월부터 1년간 복무하는 징병제를 다시 부활하기로 결정했다.

## 역사
중화민국 국군의 전신은 1924년 6월 16일 중국국민당의 군대로 창설된 국민혁명군이다. 1947년 1월 제정된 중화민국 헌법이 같은 해 12월 25일부터 시행되면서, 국민혁명군은 중화민국의 정규군인 현재의 중화민국 국군(國軍)으로 전환되었다.

## 군종
중화민국 국군은 다음과 같이 구성되어 있다.
- 중화민국 육군(中華民國陸軍, Republic of China Army (ROCA))
- 중화민국 해군(中華民國海軍, Republic of China Navy (ROCN))
  -  중화민국 해군 육전대(中華民國海軍陸戰隊, Republic of China Marine Corps (ROCMC)): 해병대에 해당
- 중화민국 공군(中華民國空軍, Republic of China Air Force (ROCAF))
- 중화민국 헌병(中華民國憲兵, Republic of China Military Police (ROCMP))

## 계급 체계
|                    | 중국어      | 한글                 | 계급장(육군/해군/해병대/공군) | 계급장(육군/해군/해병대/공군) | 계급장(육군/해군/해병대/공군) | 계급장(육군/해군/해병대/공군) |
| ------------------ | ----------- | -------------------- | ----------------------------- | ----------------------------- | ----------------------------- | ----------------------------- |
| 장관 (장령)        | 將官 (將領) | 將官 (將領)          | 육군                          | 해군                          | 해병대                        | 공군                          |
| 장관 (장령)        | 特級上將    | 특급상장 (원수)      | （각군종통용）                | （각군종통용）                | （각군종통용）                | （각군종통용）                |
| 장관 (장령)        | 一級上將    | 일급상장 (상급 대장) |                               |                               | 해당없음                      |                               |
| 장관 (장령)        | 二級上將    | 이급상장 (대장)      |                               |                               |                               |                               |
| 장관 (장령)        | 中將        | 중장                 |                               |                               |                               |                               |
| 장관 (장령)        | 少將        | 소장                 |                               |                               |                               |                               |
| 교관 (영관에 해당) | 校官 (領官) | 校官 (領官)          | 육군                          | 해군                          | 해병대                        | 공군                          |
| 교관 (영관에 해당) | 上校        | 상교 (대령)          |                               |                               |                               |                               |
| 교관 (영관에 해당) | 中校        | 중교 (중령)          |                               |                               |                               |                               |
| 교관 (영관에 해당) | 少校        | 소교 (소령)          |                               |                               |                               |                               |
| 위관               | 尉官        | 尉官                 | 육군                          | 해군                          | 해병대                        | 공군                          |
| 위관               | 上尉        | 상위 (대위)          |                               |                               |                               |                               |
| 위관               | 中尉        | 중위                 |                               |                               |                               |                               |
| 위관               | 少尉        | 소위                 |                               |                               |                               |                               |
| 부사관             | 士官        | 士官                 | 육군                          | 해군                          | 해병대                        | 공군                          |
| 부사관             | 一等士官長  | 일등사관장 (원사)    |                               |                               |                               |                               |
| 부사관             | 二等士官長  | 이등사관장 (원사)    |                               |                               |                               |                               |
| 부사관             | 三等士官長  | 삼등사관장 (원사)    |                               |                               |                               |                               |
| 부사관             | 上士        | 상사                 |                               |                               |                               |                               |
| 부사관             | 中士        | 중사                 |                               |                               |                               |                               |
| 부사관             | 下士        | 하사                 |                               |                               |                               |                               |
| 병                 | 士兵        | 士兵                 | 육군                          | 해군                          | 해병대                        | 공군                          |
| 병                 | 上等兵      | 상등병               |                               |                               |                               |                               |
| 병                 | 一等兵      | 일등병               |                               |                               |                               |                               |
| 병                 | 二等兵      | 이등병               |                               |                               |                               |                               |

## 같이 보기
- 중화민국 국방부
- 중화민국의 외교
- 청궁링
- 대한민국 국군(ROK Amred Forces)
- 미군(US Armed Forces)
  - 주한 미군(USFK)
  - 주일 미군(USFJ)
- 중국 인민해방군(PLA)
- 조선인민군(KPA)
- 일본 자위대(JSDF)
- AIDC 경국호
- 몽골 국군
- 필리핀 국군(en:Armed Forces of the Philippines, AFP)
  - 필리핀 육군(en:Philippine Army, PA)
  - 필리핀 해군(PN)
  - 필리핀 공군(en:Philippine Air Force, PAF)